# Guapiara
Guapiara é um município brasileiro do estado de São Paulo. Conforme o censo do IBGE de 2022, sua população é de 17 071 habitantes. É conhecida como a capital do artesanato e do pêssego.

## Topônimo
"Guapiara" é um termo derivado da língua tupi que significa "caminho para a enseada", através da junção dos termos kûá ("enseada") e piara ("caminho para")

## História
A origem do município de Guapiara foi o povoado fundado em 2 de maio de 1872 pelo subdelegado Vicente Romualdo da Cruz e sua esposa Maria Florentina da Costa, em terras denominadas São José.
O pequeno núcleo se desenvolveu a partir da construção de uma capela em homenagem a esse santo, e, assim, em 6 de abril de 1878, foi elevada à categoria de freguesia de São José do Paranapanema, no município de Capão Bonito.
Alguns de seus mais ilustres moradores pleitearam a sua elevação a distrito, que ocorreria em 20 de outubro de 1902, com a mudança de sua denominação para São José do Guapiara. Nova alteração foi feita em 20 de dezembro de 1905, desta vez para Guapiara.
Junto com a cidade de Buri foi ocupada por tropas na Revolução Constitucionalista de 1932, sendo palco de grandes e violentas batalhas.
O distrito de Guapiara teve um período de grande crescimento com a abertura da Rodovia São Paulo–Paraná e o desenvolvimento da agricultura local, a partir de 1938, com a chegada de imigrantes japoneses.
Consequentemente, Guapiara acabou conquistando sua autonomia municipal em 24 de dezembro de 1948.

## Geografia
Localiza-se a uma latitude 24º11'06" sul e a uma longitude 48º31'58" oeste, estando a uma altitude de 1030 metros. Possui uma área de pouco mais de 408 km².
Seu bioma é a Mata Atlântica, sendo uma das mais conservadas, e a cidade também contém muitas cavernas e cachoeiras, sendo um dos lugares com maior reserva de cavernas no estado de São Paulo. O turismo na cidade é voltado à presença de parques estaduais no município, como o Parque Estadual Intervales.

### Hidrografia
- Rio São José do Guapiara
- Rio das Almas
- Ribeirão do Alegre

### Rodovias
- SP-250
- SP-252

## Demografia
Dados do Censo - 2010
População total: 17 998
- Urbana: 7 233
- Rural: 10 765
- Homens: 9 153
- Mulheres: 8 845

Densidade demográfica (hab./km²): 44,08
Mortalidade infantil até 1 ano (por mil): 26,70
Expectativa de vida (anos): 69,28
Taxa de fecundidade (filhos por mulher): 2,95
Taxa de alfabetização: 83,06%
IDH-M: 0,706 (alto)
- IDH-M Renda: 0,679 (médio)
- IDH-M Longevidade: 0,806 (muito alto)
- IDH-M Educação: 0,700 (alto)

Fonte: PNUD

## Política e administração
- Prefeito: José Matheus Rodolfo de Freitas (2021-2024)
- Vice-prefeito: Alexandre Martins de Oliveira

## Economia
A economia da cidade é voltada na agricultura, agropecuária, comércio e turismo. Na cidade contém 2 empresas de calcário, a GMIC e a Horical, contem várias lojas de artesanatos e doces. Também há um parque estadual, o Parque Estadual Intervales. No dia 19 de março, é comemorado o dia de São José, onde faz-se uma tradicional festa com uma grande feira, para se vender roupas, bijuterias, brinquedos, comidas, movimentando a economia da cidade. Nessa festa a cidade recebe turistas de vários lugares do país, principalmente do Paraná. A cidade contém 3 agências bancárias, 1 agência da lotérica e 1 agência dos Correios.

## Infraestrutura

### Comunicações

#### Rádio
- Radio Alternativa FM - 87,9
- Cristal FM - 93,5
- Mix FM - 102,9

#### Televisão
- TV Tem Itapetininga - canal digital 26.1
- Rede Vida - digital canal 34.1

#### Telefonia
O sistema de telefones automáticos foi inaugurado na cidade pela Companhia de Telecomunicações do Estado de São Paulo (COTESP) em 1971. Já o sistema de discagem direta à distância (DDD) foi implantado em 1989 pela Telecomunicações de São Paulo (TELESP), com o código de área (0155).
Na década de 90 o código DDD da cidade foi alterado para (015), para padronização do sistema telefônico com a telefonia celular que estava sendo implantada em todo o estado.

### Transportes
A cidade possui um terminal rodoviário com ônibus partindo diariamente para municípios de Apiaí, Itapeva, Ribeirão Branco, Capão Bonito, Itapetininga, Sorocaba e São Paulo.

## Religião
O Cristianismo se faz presente na cidade da seguinte forma:

### Igreja Católica
- A igreja faz parte da Diocese de Itapeva.[15]

### Igrejas Evangélicas
- Assembleia de Deus Ministério do Belém.[16][17]
- Congregação Cristã no Brasil.[18]